# NGC 754
NGC 754 este o galaxie eliptică situată în constelația Eridanul. A fost descoperită în 27 octombrie 1834 de către John Herschel.